# Vroongronden
De Vroongronden is een natuurgebied op de westzijde van het Nederlandse eiland Schouwen-Duiveland, provincie Zeeland. Het duingebied maakt deel uit van het Natura 2000-gebied de Kop van Schouwen en ligt tussen de plaatsen Renesse en Haamstede. Op de zanderige en soortenrijke graslanden liet de  mens eeuwenlang het vee weiden. 
Het gebied bestaat uit hoge droge kopjesduinen met duingraslandjes, natte lage slenken en kreken. Er komen reeën en damherten voor.